# Olga Buława
Olga Buława (ur. 29 lipca 1991) – polska stewardessa i modelka, Miss Polski 2018.

## Życiorys
Pochodzi ze Świnoujścia. Ukończyła studia prawnicze na Uniwersytecie SWPS. W 2013 rozpoczęła pracę jako stewardessa w  Polskich Liniach Lotniczych LOT. Jako II wicemiss Ziemi Zachodniopomorskiej przystąpiła do konkursu Miss Polski 2018, którego została zwyciężczynią. Następnie reprezentowała Polskę w konkursie Miss Universe 2019, na którym zdobyła komplementarny tytuł Miss Universe Congeniality.
W lipcu 2021 zawarła związek małżeński z menedżerem Igorem Pilewiczem, a 4 grudnia tego samego roku przyszła na świat jej córka Lara.